# Primeira Guerra de Independência da Escócia
A Primeira Guerra de Independência da Escócia foi a primeira etapa de uma série de guerras entre a Escócia e a Inglaterra, a partir de 1296 até que a independência escocesa ser, de jure, restaurada pelo Tratado de Edimburgo-Northampton  de 1328. A independência de facto já tinha sido conquistada em 1314 após a batalha de Bannockburn. O conflito começou quando o rei escocês, Alexandre III, faleceu sem deixar herdeiros, levando a uma disputa sucessória. Eduardo I da Inglaterra foi convidado a se tornar árbitro da questão de sucessão e instaurou o rei João Balliol no trono, porém ele exigiu que a Escócia se tornasse seu reino vassalo. Os escoceses não aceitaram e iniciaram uma guerra para restabelecer sua posição como uma nação independente.
O termo "guerra de independência" não foi usado na época. Este nome foi dado de forma retroativa, séculos mais tarde, após a Guerra de Independência dos Estados Unidos tornar este termo popular.

## A guerra
Em 1286, o rei escocês, Alexandre III, faleceu, sem deixar um herdeiro homem. Sua neta e sucessora, Margarida da Escócia, veio a morrer logo em seguida. Com o trono vago, os diversos clãs que dividiam o país começaram a disputar o poder. Eduardo I, então rei da vizinha Inglaterra, foi convocado para ser o árbitro de sucessão e mediar a disputa entre as casas pelo trono escocês. Eduardo viu nisso uma oportunidade para expandir sua influência por toda a Grã-Bretanha. Ele obrigou então os escoceses a nomeá-lo Lorde Regente do reino. Tropas inglesas também começaram a tomar posições nos territórios da fronteira.
João Balliol e Roberto de Bruce, 5º Lorde de Annandale foram os principais concorrentes ao trono da Escócia. Em 1291 os dois apresentaram seu caso ao Rei da Inglaterra. No ano seguinte, Eduardo I favoreceu João e o indicou para Rei. Pouco tempo depois, o novo monarca da Escócia se reuniu com o rei inglês em Newcastle onde prestou homenagens a ele. Com esse gesto, Eduardo queria mostrar a João que considerava este como um vassalo do seu reino.
Em 1294, o rei inglês ordenou a João I que ele reunisse um exército e juntasse dinheiro para ajudar a Inglaterra na sua guerra contra a França. Como o seu prestígio com o próprio povo não era grande, João sabia que os clãs da Escócia não o apoiariam se ele fosse ajudar os ingleses. Ele então decidiu desafiar Eduardo I e rejeitou seu comando. Um conselho de guerra foi formado e negociações para cooperação com o rei francês Filipe IV começaram. Em 1295, Eduardo descobriu tudo e ficou furioso. Tropas foram convocadas e a situação na fronteira ficou tensa rapidamente. No ano seguinte, o exército escocês estava se preparando no sul, mas estava desfalcado pois muitos lordes da Escócia, como Roberto de Bruce (neto do Lorde de Annandale), ignoraram o chamado de Balliol, pois o consideravam um rei fraco.
Em março de 1296, tropas inglesas saquearam Berwick. No mês seguinte, o exército escocês sob comando do rei João foi massacrado na batalha de Dunbar. As forças de Eduardo I capturaram João, lhe retirando a coroa e o despojando dos seus títulos. O rei inglês então declarou a Escócia como parte do seu reino e nomeou vice-reis para governar o país vizinho. Enquanto lordes escoceses tentavam acertar algum entendimento com Londres, pequenos senhorios e nobres instigaram a população escocesa a se revoltar. Líderes militares como Andrew Moray e William Wallace ganharam notoriedade com suas ações de guerrilha e forçaram Eduardo I a enviar tropas para enfrenta-los.
Em setembro de 1297, Wallace e Morey reuniram suas forças para deter os ingleses em Stirling, um ponto considerado o coração do país. Na violenta batalha que se seguiu, mesmo muito inferiores numericamente, os escoceses derrotaram as tropas inglesas. Esta vitória deu novo ânimo a causa da Escócia. Com Andrew de Moray falecendo devido a ferimentos sofridos durante a batalha, William Wallace colheu sozinho a glória da vitória e foi nomeado Guardião do Reino e comandante dos exércitos escoceses. Em 1298, ele ordenou uma série de arrastões e saques no norte da Inglaterra. Eduardo I reagiu e ordenou uma ofensiva militar diretamente contra o centro da Escócia. Para detê-lo, Wallace posicionou suas forças em Falkirk, mas acabou sendo derrotado em batalha. William renunciou ao posto de Guardião e fugiu para o norte, posteriormente passando um tempo na França (e talvez na Itália). Campanhas lançadas por ambos os lados até 1302 terminaram em impasse.
Em 1303 as hostilidades voltaram a todo vapor. Tropas inglesas lançaram-se em novas ofensivas e tomaram o castelo de Stirling. Com vários lordes escoceses preferindo mudar de lado e se submeter a Eduardo I da Inglaterra, parecia que o conflito poderia terminar com um resultado desfavorável a Escócia. Porém Roberto Bruce VII continuou a resistir. Após a morte de William Wallace, executado a mando do rei Eduardo I, a população escocesa se preparou para se levantar novamente em revolta. Em 1306, a maioria dos lordes escoceses decidiram apoiar Bruce e a guerra recomeçou. No ano seguinte, com sua posição bem firmada, Roberto se proclamou rei dos escoceses e lançou-se em batalha novamente contra a Inglaterra. Ainda em 1306, Eduardo I faleceu. Seu filho e sucessor, Eduardo II, apesar de inúmeras tentativas, não conseguiu dar um fim no conflito. Seus exércitos foram então derrotados na decisiva batalha de Bannockburn (em junho de 1314), que virou a maré da guerra de vez em favor dos escoceses.
Em 1327, após anos de calmaria, tensão e hostilidades esporádicas, a paz finalmente voltaria a imperar na região. Neste ano, Eduardo II faleceu. Seu sucessor, Eduardo III da Inglaterra, teve que ordenar o recuo de suas tropas da Escócia. Então, a 1 de maio de 1328, é firmado o tratado de Edimburgo-Northampton. A Inglaterra oficialmente reconhecia assim a independência da Escócia e aceitava Roberto I como seu rei.